# Star Trek: The Next Generation (Literarische Fortsetzung nach Nemesis)
Mit der hauptsächlich aus Romanen bestehenden, belletristischen Buchreihe Star Trek: The Next Generation wird die Fernsehserie Raumschiff Enterprise: Das nächste Jahrhundert nach der Handlung des vierten, auf der Fernsehserie basierenden Kinofilms Nemesis fortgesetzt. Die Romane unterscheiden sich von den bis einschließlich Nemesis handelnden Bänden im Wesentlichen durch ein teilweise neues Figurenensemble. Hauptschauplatz bleibt das im zweiten Kinofilm Der erste Kontakt eingeführte Raumschiff U.S.S. Enterprise NCC-1701-E. Zu den anderen, auch nach Nemesis handelnden Star-Trek-Romanreihen gehören Titan und Deep Space Nine. Es erschienen Romane und Romanzyklen, die Crossover zu diesen Romanreihen bilden, darunter Star Trek: Destiny. Die Romane erscheinen auf Englisch seit 2005 bei den Imprints Pocket Books und Gallery Books des US-Verlags Simon & Schuster und auf Deutsch seit 2009 beim Verlag Cross Cult. Sie werden üblicherweise sowohl gedruckt als auch als E-Book veröffentlicht. Zumindest der erste Band, Tod im Winter, erschien auf Deutsch auch als Hörbuch.

## Figuren
Menschlich, sofern nicht anders angegeben:
- Captain: Jean-Luc Picard
- Erster Offizier: Worf (Klingone)
- Chefingenieur, ab ca. 2382 auch zweiter Offizier: Geordi La Forge
- Leitende Medizinerin: Dr. Beverly Crusher
- Zweiter Offizier (2380/81): Miranda Kadohata
- Schiffsberater:
  - 2380: T'Lana (Vulkanierin)
  - ab 2380: Hegol Den (Bajoraner)
- Sicherheitschef
  - 2380: Lio Battaglia
  - 2380: Zelik Leybenzon
  - 2380–84: Jasminder Choudhury
  - ab 2384: Aneta Šmrhová
- Wissenschaftsoffizierin: Dina Elfiki
- Kontaktspezialistin: T’Ryssa Chen (Vulkanierin, Mensch)
- Cardassianischer Austauschoffizier: Glinn Dygan

## Titelüberblick
Die Romane sind nach der Haupthandlungszeit geordnet.
| Sprache                | Englisch                     | Englisch                    | Englisch                    |                  | Deutsch    | Deutsch                            | Deutsch    | Deutsch          |                   |                                                                                      |
| Verlag                 | Pocket Books, Gallery Books  | Pocket Books, Gallery Books | Pocket Books, Gallery Books |                  | Cross Cult | Cross Cult                         | Cross Cult | Cross Cult       |                   |                                                                                      |
| Autor                  | Titel                        | Veröff.                     | Miniserie                   | Nr. in Miniserie | Nr.        | Titel                              | Veröff.    | Miniserie        | Jahr der Handlung | Bemerkung                                                                            |
| ---------------------- | ---------------------------- | --------------------------- | --------------------------- | ---------------- | ---------- | ---------------------------------- | ---------- | ---------------- | ----------------- | ------------------------------------------------------------------------------------ |
| Michael Jan Friedman   | Death in Winter              | Sep. 2005                   |                             |                  | 1          | Tod im Winter                      | Sep. 2009  |                  | 2379              |                                                                                      |
| J. M. Dillard          | Resistance                   | Aug. 2007                   |                             |                  | 2          | Widerstand                         | Nov. 2009  |                  | 2380              |                                                                                      |
| Keith R. A. DeCandido  | Q & A                        | Sep. 2007                   |                             |                  | 3          | Quintessenz                        | Jan. 2010  |                  | 2380              |                                                                                      |
| Peter David            | Before Dishonor              | Nov. 2007                   |                             |                  | 4          | Heldentod                          | März 2010  |                  | 2380              |                                                                                      |
| Christopher L. Bennett | Greater than the Sum         | Juli 2008                   |                             |                  | 5          | Mehr als die Summe                 | Mai 2010   |                  | 2380/81           |                                                                                      |
| William Leisner        | Losing the Peace             | Juni 2009                   |                             |                  | 6          | Den Frieden verlieren              | März 2011  |                  | 2381              |                                                                                      |
| David A. McIntee       | Indistinguishable From Magic | März 2011                   |                             |                  | 7          | Von Magie nicht zu unterscheiden   | Dez. 2013  |                  | 2383              |                                                                                      |
| David Mack             | The Persistence of Memory    | Okt. 2012                   | Cold Equations              | 1                | 8          | Die Beständigkeit der Erinnerung   | Juni 2015  | Kalte Berechnung | 2384 u. a.        |                                                                                      |
| David Mack             | Silent Weapons               | Nov. 2012                   | Cold Equations              | 2                | 9          | Lautlose Waffen                    | Juli 2015  | Kalte Berechnung | 2384              |                                                                                      |
| David Mack             | The Body Electric            | Dez. 2012                   | Cold Equations              | 3                | 10         | Diabolus ex Machina                | Aug. 2015  | Kalte Berechnung | 2384              |                                                                                      |
| James Swallow          | The Stuff of Dreams          | März 2013                   |                             |                  |            | Der Stoff, aus dem die Träume sind | Dez. 2016  |                  | 2384              | Einzeln nur als E-Book. Gedruckt auch als Teil des Bandes 3 Captains, 3 Geschichten. |
| Jeffrey Lang           | The Light Fantastic          | Juni 2014                   |                             |                  | 11         | Das Licht der Fantasie             | Mai 2016   |                  | 2385              |                                                                                      |
| Rudy Josephs           | Q are Cordially Uninvited    | Okt. 2014                   |                             |                  |            | Q sind herzlich ausgeladen         | Feb. 2017  |                  | 2380              | Nur als E-Book.                                                                      |
| John Jackson Miller    | Takedown                     | Feb. 2015                   |                             |                  | 12         | Jagd                               | März 2017  |                  | 2386              |                                                                                      |
| Dayton Ward            | Armageddon’s Arrow           | Juni 2015                   |                             |                  | 13         | Der Pfeil des Schicksals           | Juni 2017  |                  | 2386              |                                                                                      |
| Dayton Ward            | Headlong Flight              | Feb. 2017                   |                             |                  | 14         | Absturz                            | Mai 2019   |                  | 2386              |                                                                                      |
| Dayton Ward            | Hearts and Minds             | Mai 2017                    |                             |                  | 15         | Herz und Verstand                  | Dez. 2019  |                  | 2386              |                                                                                      |
| Dayton Ward            | Available Light              | Apr. 2019                   |                             |                  | 16         | Vorhandenes Licht                  | Sep. 2020  |                  | 2386              |                                                                                      |
| David Mack             | Collateral Damage            | Okt. 2019                   |                             |                  | 17         | Kollateralschaden                  | Okt. 2020  |                  | 2387              |                                                                                      |

## Inhaltsangaben

### Tod im Winter
Vor vielen Jahren starb einst Dr. Crushers Freund Bobby auf ihrem Heimatplaneten Arvada III an einer Infektion mit der Virenkrankheit „Blutfeuer“, die von Flüchtlingen von Kevrata eingeschleppt wurde. Beim Sterben fühlte sich Bobby wie in winterlicher Kälte. Kevrata ist eine der Außenwelten des romulanischen Imperiums und wird von der romulanischen Regierung mit unterdrückt. In der Gegenwart (2379) grassiert das Blutfeuer auf Kevrata, mehrere Bewohner starben bereits. Da die Romulaner jegliche Hilfeleistung unterlassen, bricht Dr. Crusher, nunmehr neue Leiterin der medizinischen Abteilung der Sternenflotte, zu einer geheimen Mission nach Kevrata auf, um ein Gegenmittel zu synthetisieren. Sie gerät allerdings in Gefangenschaft von Sela, der halbmenschlichen, halbromulanischen Frau, die das Kommando über Kevrata hat und Dr. Crusher zu töten plant. Nachdem Picard erfahren hat, dass Dr. Crusher verschollen ist, begibt er sich zusammen mit einigen Helfern auf eine geheime Rettungsmission. Unterdessen herrscht auf Romulus ein Machtkampf um die Funktion des Herrschers. Nachdem Dr. Crusher in Haft herausgefunden hat, dass das Blutfeuer auch gewöhnliche Romulaner befällt, bringt der romulanische Spion Manathas die Gefangene vor Sela in Sicherheit. Der zu Picards Team gehörende Arzt Greyhorse entwickelt ein Gegenmittel für das Blutfeuer. Dr. Crusher kann sich mit der Hilfe von kevratanischen Untergrundkämpfern aus der Gewalt von Manathas befreien. Beim Treffen von Dr. Crusher mit Picard und dessen Team kommt es zu einer kämpferischen Konfrontation mit Sela, aus der die Sternenflottenoffiziere als Sieger hervorgehen. Crusher und Picard setzen ihre Liebesbeziehung fort. Deswegen kehrt Crusher als Chefärztin auf die Enterprise-E zurück.

### Widerstand
Picard vernimmt erneut mental die Stimme des Borg-Kollektivs. Dadurch bemerkt er, dass ein Borg-Kubus am Rande des Alpha-Quadranten wartet, bis auf ihm eine neue Borg-Königin erschaffen sein wird, unter deren Leitung ein Borg-Angriff auf die Föderation geplant ist. Weil es bis zur Fertigstellung der Borg-Königin nur noch wenige Stunden dauert, missachtet Picard den Befehl von Admiral Janeway, für eine offizielle Mission erst auf das Eintreffen von Seven of Nine zu warten, und lässt er die Enterprise sofort zu dem Borg-Kubus fliegen. Ein zur Vernichtung der Königin entsandtes Außenteam kann sein Ziel nicht erreichen, Sicherheitschef Bataglia wird assimiliert. Im Unterschied zu früher greifen die Borg bei Feindkontakt nun sofort an. Picard lässt sich daraufhin durch Crusher erneut in Locutus verwandeln, zugleich aber einen Neutralisatorchip implantieren, durch den die vollständige Assimilation durch die Borg verhindert werden soll. Als Locutus infiltriert er den Borg-Kubus, wird aber rasch entdeckt, des Chips beraubt und in das Kollektiv integriert. Während die Zeit bis zur Fertigstellung der Königin immer knapper wird, lässt Ersatzkommandant Worf die Antriebs- von der Untertassensektion trennen und getarnt zum Kubus fliegen. Er führt ein weiteres Außenteam an, das in einen verlustreichen Mann-gegen-Mann-Kampf mit den Borg verwickelt wird. Nachdem Crusher der Königin zwecks Bannung ihrer Gefahr Androgene injiziert hat, entwickelt diese sich zu einer Drohne zurück und das Borg-Kollektiv inkl. Locutus wird in einen Schlaf versetzt. Bataglia kann nicht zurückgeholt werden. Locutus wird auf der Enterprise in Picard zurückverwandelt. Diesem droht wegen Insubordination ein Militärgerichtsverfahren.

### Quintessenz
Während sich die neuen Besatzungsmitglieder Choudhury, Leybenzon und Kadohata mit ihrem neuen Lebens- und Arbeitsumfeld vertraut machen, begibt sich die Enterprise zu Forschungszwecken in das Gorsach-System. Bei der Erkundung des Planeten Gorsach IX bemerkt das Enterprise-Außenteam eine Höhle, die wegen eines rätselhaften Kraftfelds nicht betretbar ist. Bald erscheint Q auf der Enterprise und nervt die Führungsoffiziere erneut mit Wortspielen, Beleidigungen und indirekten Fragen. Q leugnet, für das Rätsel auf Gorsach IX verantwortlich zu sein, und fordert Picard dazu auf, dem Rätsel auf den Grund zu gehen. Die Enterprise erfährt bald von der Sternenflottenadmiralität, dass sich galaxisweit kugelförmige Risse im Raum öffnen und dadurch Raumschiffe verschwinden. Das Epizentrum des Musters, mit dem die Risse auftreten, liegt im Gorsach-System. Q behauptet nun, dass ein falscher Schritt Worfs bei der Höhle zum Auftreten der Risse geführt habe und es sich um eine universumsweite Katastrophe handele. Picard führt ein Außenteam auf Gorsach IX an und wird dabei von Q in das weiße Jenseits geholt, in dem er in einer lebensbedrohlichen Situation bereits war. Dort ist er stiller Beobachter der Ereignisse in der Realität. Darin wird Worf mit der Enterprise erneut mit dem Phänomen konfrontiert, das er schon einmal kennengelernt hat und bei dem er in ein Paralleluniversum mit lauter anderen Enterprises gerät. Q versetzt Picard abermals vor das Tribunal, vor dem er sich einst verantworten musste. Picard erfährt dort, dass die Probleme mit den Raumrissen und dem Paralleluniversum die letzte der Prüfungen von Q sind, die er Picard gestellt hat. Q sagt, dass Picard das Paradoxon gemeistert habe, das ihm das Recht eingebracht habe, beurteilt zu werden.

### Heldentod
Die Sternenflotte geht davon aus, dass es auf dem kürzlich von der Enterprise entdeckten Borg-Kubus kein Leben mehr gibt. Admiral Janeway fliegt mit der U.S.S. Einstein zu dem Kubus, um ihn zu erforschen. Die Annahme stellt sich als falsch heraus, als Janeway und die Einstein-Crew von den Borg auf dem Kubus assimiliert werden. Aus Janeway wird eine kahlköpfige, mit enganliegenden Ledersachen bekleidete Borg-Königin. Es stellt sich heraus, dass sich die Borg weiterentwickelt haben und nun Lebewesen und Technologie nicht mehr nur assimilieren, sondern auch absorbieren. Mit der Einstein im Schlepptau, nähert sich der Kubus rasch der Erde. Unterwegs absorbiert er etliche Sternenflottenraumschiffe und -besatzungen sowie den Zwergplaneten Pluto und dessen Monde. Beim Absorptionsprozess vergrößern sich der Kubus, die Anzahl der Borg-Drohnen und damit die Schlagkraft des Kubus deutlich. Unterdessen spürt Seven of Nine, dass etwas mit Janeway nicht stimmt, und begibt sich deshalb auf eigene Faust aus dem Sonnensystem zur Enterprise-E, die gerade den Planeten Vulkan besucht. Die Borg-Königin fordert, mit einem Angriff auf die Erde drohend, die Auslieferung von Picard und Seven of Nine an die Borg, um beide abermals zu assimilieren. Picard fliegt mit der Enterprise nach Epsilon Gamma V, um dort den Planetenkiller bzw. die Maschine des Jüngsten Gerichts als Waffe gegen den Kubus zu aktivieren. Damit widersetzt er sich erneut dem Befehl der Sternenflottenadmiralität. Deshalb kommt es unterwegs zu einer Meuterei auf dem Schiff, bei der Kadohata, Leybenzon und T'Lana dem Captain das Kommando entreißen und ihn, Spock, Seven of Nine und einige Senioroffiziere einsperren. Die Aufständler geben die Meuterei auf, als sie die Gefangenen zur Aktivierung des Planetenkillers benötigen. Seven of Nine stellt eine mentale Verbindung zum Planetenkiller her und kann diesen damit als Pilotin steuern. Sie fliegt ihn, mit der Enterprise im Traktorstrahl, zur Erde und lässt ihn den Kubus angreifen. Der Planetenkiller unterliegt und wird vom Kubus absorbiert. Deshalb platziert Seven of Nine als Alternativplan den einst entwickelten Virus aus dem Projekt „Endspiel“ im Borg-Kollektiv. Dadurch wird der Kubus inkl. der Borg-Königin zur Selbstzerstörung veranlasst. Seven of Nine entkommt der Explosion nur knapp. Die assimilierte Einstein entkommt der Vernichtung unbemerkt von der Sternenflotte.

### Mehr als die Summe
Das Sternenflottenraumschiff U.S.S. Rhea erforscht gerade einen Kohlenstoffplaneten in dem Sternhaufen NGC 6281, als es vom Raumschiff Einstein überfallen wird, einem unter Borg-Kontrolle stehenden, aber vom Borg-Kollektiv offensichtlich abgeschnittenen Raumschiff. Das Rhea-Crewmitglied T’Ryssa entkommt als einzige dem Überfall. Dies ermöglicht ihr ein Wesen, das im weiteren Verlauf Cluster-Entität genannt wird und aus sog. Cluster-Konstrukten (auch: Noh-Engeln) besteht. Das Wesen nutzt dazu seine Fähigkeit des Quanten-Slipstream, eine besonders schnelle Fortbewegungstechnik, der die Borg nach Ansicht der Föderation nicht mächtig sind. Die Borg assimilieren einen Großteil der Rhea-Crew und entführen das Raumschiff. Die Sternenflotte beauftragt Picard, mit der Enterprise alles zu unternehmen, damit die Borg keinen Zugriff auf die Slipstream-Technik erhalten. Auf dem langwierigen Flug zu dem Sternhaufen werden einige neue Enterprise-Crewmitglieder, die auf die infolge der Meuterei ausgeschiedenen Leybenzon, Kadohata und T’Lana folgen, in ihre Funktionen eingeführt. Während des Flugs trifft die Enterprise auf das Raumschiff Liberator, das von dem ehemaligen Borg Hugh kommandiert wird. Die drachenähnliche Cluster-Entität erscheint auf der Enterprise in Form ihrer Konstrukte und ist vor allem darum bemüht, Informationen über das Fortpflanzungsverhalten der Crew zu erlangen. Enterprise und Liberator treffen schließlich auf die Einstein, die von der Sternenflotte wegen der zahlreichen Absorptionen mittlerweile Frankenstein genannt wird. Kooperativ und mit dem Einsatz des sog. Multivektor-Kampfstoffs besiegen die beiden Schiffe die Frankenstein. Picard appelliert an die den Borg helfende Cluster-Entität, dass die Borg nicht schützenswert seien, weil sie keine Nachkommen erzeugen können, und erreicht dadurch, dass die beiden Schiffe gegen die Borg kämpfen können.
T’Ryssa verbleibt als neues Crewmitglied auf der Enterprise. Es stellt sich heraus, dass Dr. Crusher von ihrem neuen Ehemann Picard ein Kind erwartet.
Anfang des Jahres 2381 überfällt ein Borg-Kubus plötzlich die beiden Föderationswelten Barolia und Acamar, wobei die Bewohner der Planeten ausgelöscht werden. Die Borg des Kubus kündigen ggü. der Föderation an, dass sie vernichtet werden wird und ihre biologischen und technologischen Eigenschaften unwichtig geworden seien. Zur Verteidigung der Erde beordert die Sternenflottenadmiralität die Enterprise, die als einziges Sternenflottenschiff mit gegen die Borg einsetzbaren Transphasentorpedos ausgerüstet ist, zur Erde zurück.

### Destiny
Die Borg fallen durch Subraumtunnel mit Tausenden Kuben in Alpha- und Beta-Quadranten ein und verwüsten etliche Welten von Föderation und Klingonischem Reich, wobei Milliarden Individuen dieser Reiche sterben. In Kämpfen gegen die Borg und – bei der Erforschung der Subraumtunnel – die Hirogen wird die Enterprise schwer getroffen, es gibt Hüllenbrüche, Tote und Verletzte. Verzweifelt befiehlt Picard zur Abwehr der Borg, die zur Massenvernichtung dienende Thalaron-Waffe einzusetzen, jedoch kommt diese nicht zur Anwendung, da La Forge dem Captain aus moralischen Gründen die Befehlsausführung verweigert. T’Lana stirbt beim Angriff der Borg auf Vulkan. Zwischen Worf und Choudhury entwickelt sich eine private Beziehung. Als die Borg-Spezies mit der Hilfe der Spezies Caeliar vernichtet wird, verliert Picard dauerhaft seine geistige Verbindung zum Borg-Kollektiv.

### Den Frieden verlieren
Nachdem die Kämpfe gegen die Borg beendet sind, befindet sich die Enterprise zur Reparatur im Raumdock im Erdorbit. Auch wegen Personalmangels infolge der Dezimierung der Sternenflotte kann auf der Enterprise kurzfristig nur ein Drittel der etwa 30 ausgefallenen Crew-Mitglieder ersetzt werden. Ohne vollständig repariert zu sein, bricht die Enterprise zu einer Rettungs-, Bergungs- und Patrouillenmission auf. Nachdem durch die Borg zahlreiche Föderationsplaneten verwüstet wurden, gibt es etliche Evakuierte, Vermisste und Flüchtlinge. Die Enterprise spürt das marode denevanische Raumschiff Libra auf, das bei dem verheerenden Angriff der Borg auf Deneva von dort mit über 2000 Personen an Bord geflohen war. Indes versuchen Mannschaftsmitglieder zu ermitteln, inwieweit Choudhury wegen des mutmaßlichen Todes ihrer Familie auf Deneva psychisch belastet ist. Währenddessen begibt sich Dr. Crusher mit einem kleinen Team, darunter Kadohata, zum Planeten Pacifica. Die dort lebenden, einheimischen Selkies sehen sich mit einer großen Menge Flüchtlinge überfordert, die nicht zu ihrer Spezies gehören. Crushers Team evaluiert die Lage und leistet den Flüchtlingen medizinische Hilfe. Als sich die Lage wegen eines Streits zwischen Selkies und Flüchtlingen verschärft, fordert Crusher die Enterprise zur Hilfe an. Picard bricht deshalb die ihm übertragene Aufgabe ab, wegen Unruhen auf der Föderationswelt Alpha Centauri zu vermitteln, und nimmt deren Regierungschef kurzerhand mit nach Pacifica. Dieser wird angesichts der Zustände auf Pacifica davon überzeugt, von dem Austritt aus der Föderation abzusehen, mit dem er zuvor wegen selbst empfundener Vernachlässigung durch die Föderation gedroht hatte. Admiral Akaar, neuer Oberbefehlshaber der Sternenflotte, bietet daraufhin an, Picard angesichts seiner Verdienste zum Admiral zu befördern. Jedoch lehnt Picard ab, da er lieber Captain der Enterprise bleiben möchte. Die Flüchtlinge von Pacifica und anderen verwüsteten Welten werden auf dem Planeten Ingraham B angesiedelt. Kadohata verlässt die Enterprise und lässt sich zur Behörde für Heimatvertriebene versetzen.
Unterdessen entsteht der sog. Typhon-Pakt, ein Bündnis aus Gorn, Romulanern, Tzenkethi, Breen, Tholianern und Kinshaya, das eine Bedrohung für die Föderation darstellt.

### Typhon Pact
Ein Enterprise-Team um Picard hilft 2382 bei Wiederaufbaumaßnahmen und bei den Sicherheitsvorkehrungen auf Andor für eine vielbeachtete Konferenz, in der es um den Forschungsstand bzgl. des andorianischen Fortpflanzungsproblems geht. Durch indirekte Einflussnahme der Typhon-Pakt-Spezies Gorn wächst das Misstrauen der Andorianer ggü. der Föderation, sodass Andor aus der Föderation austritt. Im Folgejahr versucht die Enterprise diplomatisch, ein Aufrüsten der Tzenkethi an der Grenze zwischen Typhon-Pakt und dem Föderationsgebiet zu verhindern. Picard und Crusher sind längst Eltern eines Sohnes, der René heißt.

### Von Magie nicht zu unterscheiden
Die Enterprise findet im All das Wrack des Sternenflottenraumschiffs Intrepid NX-07, dass in den 2160er Jahren für vernichtet erklärt worden war. Zwecks Bergung und Untersuchung des Schiffes wird die U.S.S. Challenger eingesetzt, auf die La Forge zudem vorübergehend abkommandiert wird. Die zur Galaxy-Klasse gehörende Challenger wird von Montgomery Scott kommandiert. Alsbald entwenden Banditen unter Leitung des Ferengi Bok die Intrepid. Mit der Intrepid begibt sich Bok in einen kosmischen String und damit auf Zeitreise in das 22. Jh., in dem er den Tod seines Sohnes ungeschehen machen will. Beim erfolglosen Versuch, Boks Flug zu verhindern, wird Scotty verletzt, sodass er das Kommando über die Challenger an La Forge überträgt. Etwas später findet man heraus, dass das Verschwinden der Intrepid im 22. Jh. wohl auf das Erscheinen einer sog. Trans-Slipstream-Welle zurückzuführen ist.
Unterdessen haben die Romulaner von der Angelegenheit erfahren und betrachten die Zeitreisemöglichkeit als eine Bedrohung ihres Imperiums durch die Föderation. Als das romulanische Raumschiff Sturmkrähe mit Sela an Bord das Gebiet in der Nähe des Fundorts der Intrepid untersucht, wird es von einer Trans-Slipstream-Welle getroffen, schwer beschädigt und durch die Challenger entdeckt und evakuiert. Etwas später wird auch die Challenger von einer solchen Welle mitgerissen und so 62 Millionen Lichtjahre von der Milchstraße entfernt befördert. Dort gerät das Schiff in eine Gravitationsanomalie um ein merkwürdiges Objekt, welches sich als das Föderationsraumschiff Hera erweist, das einst mit La Forges Mutter an Bord spurlos verschwand. Die Challenger ist in einer torusförmigen Krümmung des Raum-Zeit-Kontinuums gefangen. Man findet auf einem nahen Planeten 47 vulkanische Überlebende der Hera, La Forges Mutter ist längst tot. Die Challenger kommuniziert mit den fremden Wesen, „Valken“ genannt, die im anderen Teil des hier zweigeteilten Universums leben. Sie erklären die Trans-Slipstream-Wellen als Merkmal ihrer Art zu reisen, bei der sie Raumschiffe wie die Intrepid für leblose Trümmer hielten, und willigen ein, sich künftig vorsichtiger zu bewegen.
Alsbald erscheint auch das romulanische Raumschiff Tomalaks Faust bei der Challenger, vor allem um sich der Trans-Slipstream-Technologie zu bemächtigen. Um zurück an den Ausgangspunkt ihrer Reise in der Milchstraße zu gelangen, arbeiten die Crews der Challenger und der Tomalaks Faust zusammen, und zwar auf letzterem Raumschiff. Nur Scotty bleibt auf der Challenger zurück und bringt mit ihr die Raum-Zeit-Krümmung zum Einsturz, sodass die Tomalaks Faust zurückkehren kann. Die Challenger wird dabei mit Scotty an Bord vernichtet. Die Tomalaks Faust liefert die Crewmitglieder der Challenger und der Hera bei der Enterprise ab.

### Kalte Berechnung
Der Androide Noonien Soong opfert sich selbst, um seinen Sohn Data wiederauferstehen zu lassen. Dazu transferiert er die in B-4 gespeicherten Erinnerungen und Gedächtnis von Data in sich selbst. Im weiteren Verlauf der Trilogie geht es um eine Splittergruppe der Gemeinschaft Künstlicher Intelligenzen, deren Anführer unsterblich werden möchte, indem er sich mit einer die ganze Galaxis zerstörenden Maschine verbinden will. In Kooperation können Data, Wesley und die Enterprise die Maschine von ihrem Vorhaben abhalten.

### Der Stoff, aus dem die Träume sind
Die Enterprise unterstützt das Raumschiff U.S.S. Newton bei der Erforschung des Nexus, der seinen Kurs ändert und in etwa einem Monat in das Gebiet der Kinshaya eintritt. Um zu vereiteln, dass die Kinshaya die Kraft des Nexus für sich und gegen die Föderation einsetzen können, soll Bryant im Auftrag des Sternenflottenkommandos den Nexus zerstören. Picards alter Freund Kolb auf der Newton hat ein Konzept erfunden, dessen Anwendung den Nexus für die Dauer seiner Passage durch das Kinshaya-Gebiet lediglich unschädlich machen würde, jedoch ist es mangels Reife noch nicht umsetzbar. Als Enterprise und Newton den Nexus per Impulsbeschuss aus den Deflektorschüsseln zerstören wollen, kommt es auf der Newton zu einem Feedback und zum Energieausfall, wodurch Captain Bryant und andere Crewmitglieder sterben. Die Enterprise-Crew verhaftet den dafür verdächtigen Arkarianer Een Norgadd, der zwar zugibt, ein Spion der Kinshaya zu sein, aber die Sabotage der Newton bestreitet. Als plötzlich Kolb ein Shuttle stiehlt, ergibt sich der Verdacht, dass er der Saboteur ist. Picard lässt sich in das Shuttle beamen, jedoch kann weder er noch die Enterprise Kolb davon abhalten, in den Nexus zu fliegen. Augenblicke später fordern zwei Kinshaya-Raumschiffe, die nicht zum Heiligen Orden gehören, sondern zu den Fundamentalisten, von der Enterprise ihren Spion Norgadd zurück. Picard findet sich im Nexus wieder, in dem ihm Kolb erklärt, dass er nach jahrelanger Planung hierher floh, um wieder bei seiner Familie zu sein. In der Realität starb seine Familie beim Angriff der Borg auf den Planeten Deneva. Kolb lässt sich durch Picard nicht davon überzeugen, den Nexus zu verlassen. Zurück auf der Enterprise, ergreift Picard zwecks Abwehr der angreifenden Kinshaya-Raumschiffe die Initiative und lässt das von Kolb ersonnene Konzept umsetzen. Dabei wird der Nexus mittels Beschuss mit Verteronpartikeln versiegelt, sodass er fortan dauerhaft mit einer Verteronresonanzmembran umgeben ist. Dadurch ist der Nexus auch für die Kinshaya unnützlich.